# جونیا ساتو
جونیا ساتو (انگلیسی: Junya Sato؛ زادهٔ ۶ نوامبر ۱۹۳۲) کارگردان فیلم و فیلم‌نامه‌نویس اهل ژاپن است. از فیلم‌هایی که وی کارگردانی کرده است، می‌توان یاماتو را نام برد.